# Клейпул, Лес
Ле́сли Э́двард «Лес» Кле́йпул (англ. Leslie Edward «Les» Claypool, род. 29 сентября 1963, Ричмонд, Калифорния, США) — бас-гитарист-виртуоз и лидер-вокалист, наиболее известный по группе альтернативного рока Primus. Имеет индивидуальный стиль игры на бас-гитаре, в котором присутствуют элементы тяжёлого фанка. В 2011 году признан одним из лучших бас-гитаристов всех времён согласно опросу, проведённому журналом Rolling Stone (5 место). В 2020 году редакция того же журнала поместила его на 36-е место в списке 50 величайших басистов всех времен.
Он написал и исполнил тематические песни для анимационных телесериалов для взрослых Робоцып и Южный Парк.

## Биография
Родился и вырос в Калифорнии в рабочей семье. В подростковом возрасте проникся рок-музыкой таких исполнителей как Led Zeppelin и Джими Хендрикс, чему поспособствовал его одноклассник Кирк Хэммет (позже ставший гитаристом Metallica). С четырнадцати лет играл на бас-гитаре.
В 1986 году, при выборе бас-гитариста Metallica на место погибшего Клиффа Бёртона, Клейпул прошёл прослушивание. Клейпул понравился группе, но не был выбран, так как стиль его игры не подходил для Metallica. Джеймс Хэтфилд аргументировал это тем, что Лес не стал их басистом, так как «был слишком хорош».
В 1980-х Клейпул играл в группе Blind Illusion, в которой так же играл Ларри Лалонд. После записи альбома «Sane Asylum» (1988) Клейпул и Лалонд покинули Blind Illusion и основали Primus. С Primus к нему пришла широкая известность. Группа возглавляла альтернативный фестиваль Lollapalooza в 1993 году, появилась в телешоу Дэвида Леттермана и Конана О’Брайена в 1995, и даже выступила на фестивале «Вудсток 1994». В середине 1990-х Клейпул записал альбом «Highball With The Devil» с проектом «Les Claypool And The Holy Mackerel».
В 2000 году творческая активность Primus на время прекратилась. Лес Клейпул активно участвовал в прочих проектах. Он собрал коллектив «Les Claypool’s Frog Brigade» (совсем полное название: «Colonel Les Claypool’s Fearless Flying Frog Brigade»), с которым выпустил два концертных и один студийный альбом. Группа исполняла композиции таких групп, как Pink Floyd, King Crimson, и The Beatles. Клейпул назвал «Frog Brigade» группой своего «кризиса среднего возраста». В то же время Клейпул сотрудничал с коллективом Oysterhead.
Следующим проектом Леса Клейпула стал «Colonel Claypool's Bucket of Bernie Brains» (сокращённо «C2B3»). В нём приняли участие гитарист-виртуоз Buckethead, фанковый клавишник Bernie Worrell и бывший ударник Primus Брайан Мантия. Их концерты были импровизированными шоу, без предварительных репетиций. На одном выступлении музыканты даже делали на сцене сэндвичи для публики.
В 2003 году Primus воссоединились для записи DVD/EP «Animals Should Not Try to Act Like People». После этого они отправились на 2 месяца в турне. С 2004 года дают нерегулярные концерты.
В 2005 году Клейпул выпустил видео «5 Gallons Of Diesel» с ретроспективой всех его работ вне группы Primus. Он также снял фильм «Electric Apricot», о выдуманной рок-группе.
В 2006 году вышел сольный альбом «Of Whales and Woe» и первая книга Клейпула «South of the Pumphouse».
В 2015 году совместно с Шоном Ленноном основал проект The Claypool Lennon Delirium. В 2016 году вышел дебютный альбом дуэта «Monolith of Phobos».
В 2022 году совместно с Мэттом Стоуном и Трей Паркером принял участие в юбилейном концерте сериала Южный парк

## Цитаты
«В юности я надеялся жить на то, что я делал лучше всего. Но поскольку в мире нет спроса на онанизм, мне пришлось вернуться к моим способностям бас-гитариста.»

## Дискография
|  | 1988 |          | Blind Illusion — The Sane Asylum                                        |
|  |      |          | Primus — Sausage (demo)                                                 |
|  | 1989 | ноябрь   | Primus — Suck On This                                                   |
|  | 1990 | февраль  | Primus — Frizzle Fry                                                    |
|  | 1991 | май      | Primus — Sailing the Seas of Cheese                                     |
|  | 1992 | январь   | Primus — Making Plans for Nigel — CHEESY EP 1                           |
|  |      | январь   | Primus — Making Plans for Nigel — CHEESY EP 2                           |
|  |      | март     | Primus — Miscellaneous Debris                                           |
|  | 1993 | апрель   | Primus — Pork Soda                                                      |
|  | 1994 | апрель   | Sausage — Riddles Are Abound Tonight (состав Primus 1988 года)          |
|  | 1995 | май      | Primus — Tales from the Punchbowl                                       |
|  | 1996 |          | Les Claypool and the Holy Mackerel — Highball with the Devil            |
|  | 1997 | июль     | Primus — The Brown Album                                                |
|  | 1998 | август   | Primus — Rhinoplasty                                                    |
|  | 1999 | апрель   | Buckethead — Monsters and Robots                                        |
|  |      | октябрь  | Primus — Antipop                                                        |
|  | 2001 | июль     | Colonel Les Claypool’s Fearless Flying Frog Brigade — Live Frogs Set 1  |
|  |      | июль     | Colonel Les Claypool’s Fearless Flying Frog Brigade — Live Frogs Set 2  |
|  |      | октябрь  | Oysterhead — The Grand Pecking Order                                    |
|  | 2002 | сентябрь | The Les Claypool Frog Brigade — Purple Onion                            |
|  | 2003 | октябрь  | Primus — Animals Should Not Try to Act Like People (DVD/EP)             |
|  | 2004 | сентябрь | Colonel Claypool's Bucket of Bernie Brains — The Big Eyeball in the Sky |
|  | 2006 | июнь     | Les Claypool — Of Whales and Woe                                        |
|  |      | октябрь  | Primus — They Can't All Be Zingers: The Best of Primus                  |
|  | 2009 | февраль  | Les Claypool — Of Fungi and Foe                                         |
|  | 2011 | июнь     | Primus — Green Naugahyde                                                |

### Участие в записи
На следующих альбомах Лес Клейпул играл на бас-гитаре (если не указано иное):
- 1992 — Том Уэйтс — Bone Machine (композиция «Earth Died Screaming»)
- 1994 — fIREHOSE — Big Bottom Pow Wow (голос Клейпула по телефону)
- 1994 — Rob Wasserman — Trios (композиции «Home is Where You Get Across» и «3 Guys Named Schmo»)
- 1996 — Алекс Лайфсон — Victor (композиция «The Big Dance»)
- 1998 — Джерри Кантрелл — Boggy Depot (композиции «Between» и «Cold Piece»)
- 1998 — Metallica — Garage Inc. (банджо на «Tuesday’s Gone»)
- 1998 — Bloem de Ligny — Zink (вокал на «Capsule»)
- 1999 — Том Уэйтс — Mule Variations (композиция «Big in Japan»)
- 1999 — Kenny Wayne Sheppard Band — Live On (on the track «Oh Well»)
- 1999 — Limp Bizkit — Significant Other (on the track «Trust?» и бонус-трек «The Mind of Les»)
- 2002 — Gov’t Mule — The Deep End, Volume 2 (бас-гитара и вокал на «Greasy Granny’s Gopher Gravy» и «Drivin' Rain»)
- 2003 — Gov’t Mule — The Deepest End, Live In Concert (бас-гитара и вокал на «Greasy Granny’s Gopher Gravy» и «Drivin' Rain»)
- 2004 — Том Уэйтс — Real Gone (композиции «Hoist That Rag», «Shake It» и «Baby Gonna Leave Me»)
- 2005 — Jack Irons — Attention Dimension (композиция «Shine On You Crazy Diamond» — кавер-версия Pink Floyd)
- 2005 — Эдриан Белью — Side One (композиции «Ampersand», «Writing on the Wall» и «Matchless Man»)
- 2005 — Gabby La La — Be Careful What You Wish For... (бас-гитара и перкуссия)
- 2006 — Эдриан Белью — Side Three (композиции «Whatever» и «Men in Helicopters v4.0»)
- 2006 — Том Уэйтс — Orphans: Brawlers, Bawlers & Bastards
- 2016 — Death Grips — More Than The Fairy (feat. Les Claypool)